# Jorge Dansey Gazcón
Jorge Dansey Gazcón (San Martín, Buenos Aires, 1921) est un général à la retraite de l’armée argentine.
Antipéroniste de la première heure, le major Dansey adhéra au coup d’État du 16 septembre 1955, qui renversa Perón, ainsi qu’au régime militaire dit Révolution libératrice qui s’ensuivit. Pour être, au moment du putsch, le seul antipéroniste au sein des services de renseignements argentins (le SIE), il se vit confier par le lieutenant-colonel Moori Koenig, chef de facto du SIE, la double mission d’assurer la mainmise du nouveau pouvoir sur l’imprimerie du quotidien La Prensa, et de se rendre compte, à la tête d’un commando, de l’état du cadavre embaumé d’Eva Perón, alors conservé au siège du syndicat CGT à Buenos Aires. Lors de cette deuxième mission, si l’on en croit son propre témoignage (qu’il rédigea en 2012 à l’intention du journal La Nación et qui contredit la version de Moori Koenig), il prit l’initiative immédiate, devant les dangers auxquels par manque de surveillance le corps d’Evita se trouvait selon lui exposé, de transférer le cercueil nuitamment en camion vers l’immeuble de la SIE. Il n’eut dans cette affaire plus aucun autre rôle à jouer et entama peu de jours après une carrière diplomatique au ministère des Affaires étrangères.

## Biographie
Antipéroniste déclaré, Jorge Dansey Gazcón fut expulsé en 1951, sur ordre de la hiérarchie, de l’École supérieure de guerre, où il suivait les cours de première année, mais fut autorisé à revenir par la suite. Lorsqu’éclata la Révolution libératrice en septembre 1955, qu’il approuva, il se situait politiquement, selon ses dires, en un point intermédiaire entre Lonardi, qui, avec sa devise « ni vainqueurs, ni vaincus » (Ni vencedores ni vencidos), incarnait la fraction la plus conciliante, et la fraction la plus dure, celle d’Aramburu.

### Coup d’État du 16 septembre 1955
Au Service de renseignements de l’armée (SIE, selon son sigle en espagnol), le major Dansey figurait comme l’un des rares officiers antipéronistes. Après le coup d’État du 16 septembre 1955, Dansey adhéra donc entièrement à la révolution et s’empressa de rassurer sur ce point le lieutenant-colonel Carlos Eugenio Moori Koenig, quand celui-ci l’appela à son domicile vers le 20 septembre et le convoqua dans les bureaux de la SIE pour un entretien. Moori Koenig, membre de l’état-major, que Dansey ne connaissait que par ouï-dire, était alors, hormis quelques rares sous-officiers et civils à l’imprimerie, le seul chef militaire et officier présent au SIE, et venait donc d’en prendre la tête de facto. Aussitôt, les deux hommes se rendirent dans un des couloirs de l’édifice, pour être sûrs de n’être pas écoutés, et conversèrent ; après avoir évoqué la révolution, ils s’accordèrent sur la nécessité de deux missions, qu’il s’agirait d’accomplir en deux jours consécutifs : d’une part, arrêter les rotatives du journal La Prensa et y faire publier un manifeste en faveur de la révolution, et d’autre part, visiter le siège du syndicat CGT, afin de se rendre compte de la situation du corps embaumé d’Eva Perón, dont on ne savait rien, et à propos duquel toutes sortes de rumeurs circulaient,.

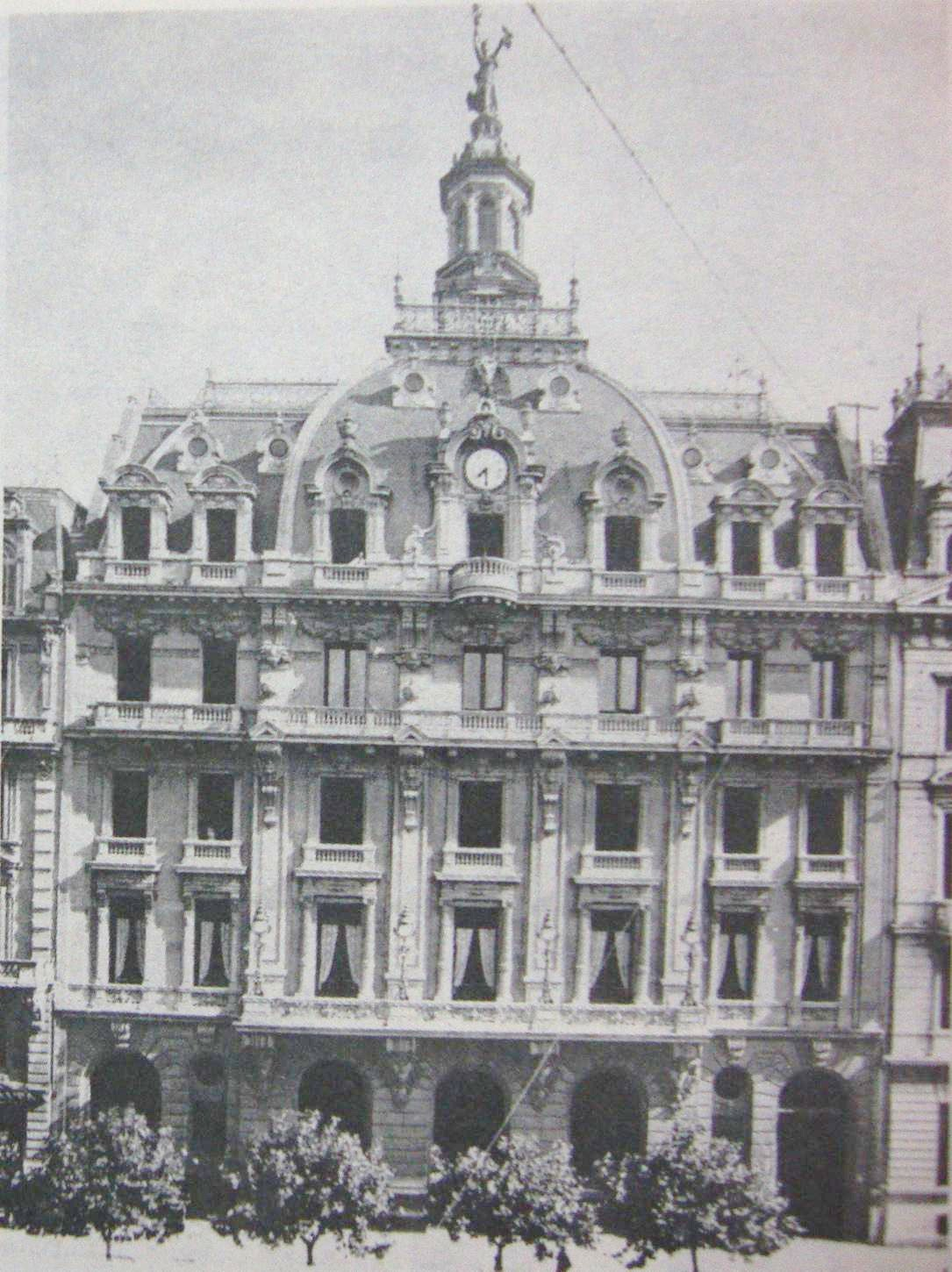
Édifice du journal La Prensa, Avenida de Mayo, en 1910.

Les deux actions (intervention à La Prensa et transfert du corps d’Evita) furent exécutées dans deux nuits consécutives, Dansey cependant ne se souvenant plus (57 ans après les faits) dans quel ordre. 

#### Intervention dans les ateliers deLa Prensa
Début 1951, le quotidien La Prensa fut exproprié à la demande de la CGT, qui sut mettre à profit dans ce but un conflit social au sein du journal autour de l’exploitation d’enfants, conflit qui entraîna même la mort d’un ouvrier. La chambre des députés désigna une commission bicamérale, laquelle permit l’appropriation par l’État du journal et ordonna la mise en détention de son directeur.
Dansey se rendit aux ateliers de La Prensa en compagnie de deux membres des Commandos civils. Après s’être présentés, ils ordonnèrent d’arrêter toutes les machines, sans fournir d’autre explication. Selon les dires de Dansey, les hommes ne rencontrèrent aucune résistance, et personne ne vint à s’enquérir de quoi que ce fût ; l’uniforme de major dont était revêtu Dansey, ainsi que la présence des Commandos civils, également armés, et l’élément de surprise, eurent un effet paralysant. Peu après, les hommes se retrouvèrent aux côtés de Moori Koenig — qui participait à l’opération mais n’avait pas accompagné Dansey à l’atelier, car réticent, selon Dansey, à s’exposer outre mesure —, dans l’édifice central de La Prensa sis Avenida de Mayo. S’y trouvait notamment José Espejo, secrétaire général de la CGT et à cette époque interventeur au journal, qui se montra totalement soumis. Moori Koenig entreprit de lui dicter un texte qui aurait à paraître le lendemain. Dansey ne joua plus aucun rôle à ce stade, et du reste ignore si ledit texte fut effectivement publié.

#### Transfert du cadavre d’Eva Perón

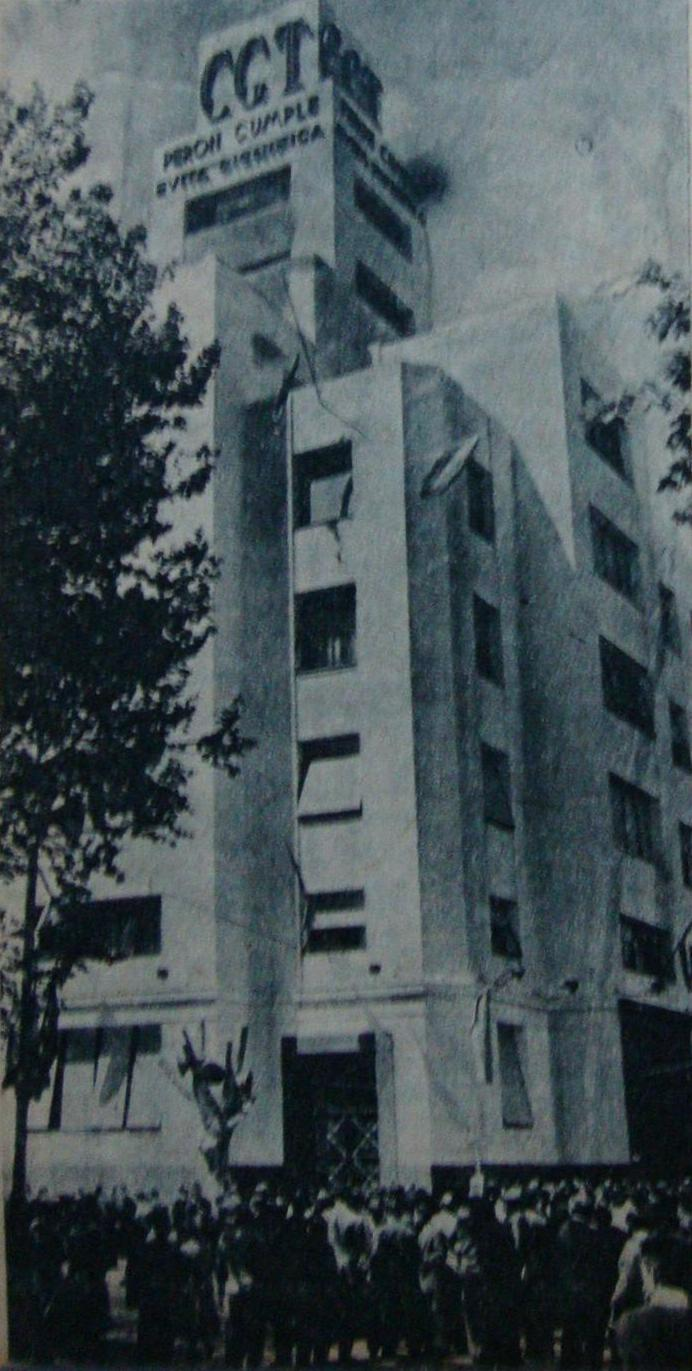
Le siège de la CGT, au n° 820 de la rue Azopardo à Buenos Aires, en 1953.

Une nuit entre les 19 et 21 septembre 1955 vers minuit (Dansey ne se souvient plus de la date exacte), pendant que l’autodénomée Révolution libératrice travaillait à renverser le gouvernement de Juan Perón, Dansey prit la tête d’un commando antipéroniste et se mit en mouvement, au départ du SIE, dans un camion Thornycroft sans bâche, qu’on utilisait d’ordinaire pour remorquer ou transporter des pièces d’artillerie, vers le siège de la CGT situé à l’angle de la rue Azopardo et de l’Avenida Independencia. Le commando se composait du major Rafael Morell, d’un sous-officier motard et de deux membres des Commandos civils âgés de 25 à 30 ans, dont un se nommait Sagastume et dont l’un ou les deux étaient originaires de La Plata. Tous étaient armés, et Dansey et Morell portaient l’uniforme militaire. Pendant le trajet vers le siège de la CGT, le groupe prévoyait d’être attaqué par des militants péronistes dans les environs immédiats du siège du syndicat, mais les rues se révélèrent partout désertes. 
À proximité du bâtiment de la CGT, l’obscurité était totale, et seule une lumière venant du dehors sur la gauche éclairait la scène. À l’intérieur du bâtiment, au centre du hall d’entrée et légèrement surélevé, se trouvait le cercueil d’Evita, le couvercle ôté. D’après le récit de Dansey, la porte était grande ouverte et rien ne faisait obstacle à quiconque voulait pénétrer dans le bâtiment depuis la rue. En s’approchant, l’on était impressionné par le visage illuminé d’Eva Perón. Les hommes de garde se tenaient, toujours selon le récit de Dansey, immobiles et silencieux ; l’on s’étonnait, poursuit Dansey, 

« […] de l’inexplicable solitude du corps et de la passivité des deux ou trois gardiens, qui regardaient les intrus sans se mouvoir, comme étrangers à la scène, en dépit de l’intention manifestée par certains de brûler le cadavre. Le corps était abandonné à son sort dans le cercueil ouvert, et l’on n’avait même pas pris la peine de le porter au premier étage, dans le laboratoire d’Ara. Une allumette eût suffi à enflammer les produits chimiques dont le cadavre était imprégné.

[…] Il se pouvait que les gardiens aient été informés qu’un groupe loyaliste viendrait retirer le corps, et qu’ils aient cru que c’était nous, ce pourquoi les portes étaient ouvertes. C’était l’hypothèse la plus dangereuse, laquelle m’obligea à agir avec une extrême rapidité. N’ayant pas le loisir d’en référer à personne, je pris la résolution de l’emporter au siège du SIE, l’endroit le plus proche et le plus sûr. J’étais conscient de m’engager dans des affaires qui excédaient mon grade, mais je ressentais l’obligation d’agir pour des raisons humanitaires. »

Si la mission de Dansey consistait uniquement à constater la situation du cadavre, Dansey, craignant selon ses dires qu’on n’y mît le feu et voulant prévenir quelque attentat, dont la possibilité se présentait à l’esprit de chacun, résolut donc, de sa propre initiative, sans que l’ordre ne lui en fût donné, de l’emporter au SIE. Dansey affirme que Moori Koenig n’était pas cette nuit-là avec lui au siège de la CGT ; lui seul détenait le commandement du groupe. Dansey en effet indique dans son témoignage :

« Je me suis efforcé d’agir en accord avec les principes que m’avaient enseignés mes parents, mes maîtres, la Bible et la Constitution, m’appliquant à rendre possible ce qui apparaissait impossible. […] À tout moment, je me demandais : quelle situation se présenterait si les rumeurs sur un possible incendie se vérifiaient ? Ce furent alors des raisons humanitaires et de miséricorde qui prévalurent. »

Aussitôt, Dansey donna l’ordre aux gardiens de faire face au mur, et aux Commandos civils de remettre le couvercle sur le cercueil, de le charger sur le camion et de le transporter au SIE. Le commando parcourut les rues désertes en sens inverse, avec le cercueil à ciel ouvert, puisque le camion était privé de bâche,. À chaque coin de rue, l’on s’attendait à une attaque de la part d’effectifs péronistes alertés depuis le siège de la CGT, mais à aucun moment, note Dansey, le commando ne perdit son sang-froid.

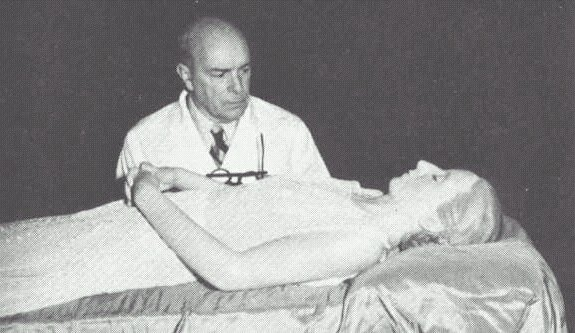
Le Dr Pedro Ara auprès du corps d’Eva Perón au siège de la CGT.

Arrivé au SIE, Dansey, toujours selon son propre témoignage, ordonna du dehors de dégager l’entrée et le rez-de-chaussée. Le cercueil, placé presque à la verticale dans un ascenseur, fut transporté au quatrième étage de l’immeuble, où se trouvait le bureau de Moori Koenig, et installé, pour un maximum de sécurité, dans une pièce qui faisait office de dépôt de papier, proche de Moori Koenig, lequel du reste avait entre-temps été averti de l’action. Après avoir passé la nuit dans le bureau, Dansey n’eut plus ensuite le moindre rôle à jouer dans cette affaire, hormis de s’assurer de la surveillance du cadavre. Peu de jours plus tard, il fut écarté du SIE et envoyé à la Chancellerie,.
Quant au Dr Ara, il était, ainsi qu’il le consigne lui-même dans son livre, officiellement chargé de conserver le corps d’Eva Perón et de veiller sur lui. Pourtant, il n’y fut pas au moment où le commando arriva à la CGT, ou s’il y était, il se cachait, mais quoi qu’il en fût, son absence obligea Dansey à agir. Si Ara ne fait aucune mention de l’incident, c’est sans doute, raisonne Dansey, parce qu’il avait été pris en défaut. Le lieu où se trouvait alors le cadavre rendait celui-ci vulnérable à toute attaque à partir de la rue ; si Ara avait été présent, « tout eût été plus facile pour moi et il n’eût peut-être pas été nécessaire que nous emportions le corps ».
Quant à Moori Koenig, Dansey comprit par après qu’il souhaitait apparaître comme celui qui avait dirigé l’opération à la CGT, raison pour laquelle il fallait que Dansey disparût de la scène :

« Moori Koenig voulait certainement rester le seul chef à la tête du SIE, mais il avait oublié que Cabanillas attendait également, avec des intentions semblables, d’occuper le même poste, et ne s’avisait pas que Cabanillas avait probablement déjà pris contact avec Lonardi et ses gens, arrivés le 23 septembre. Ma présence ne convenait à aucune de ces trois personnes, et elles obtinrent que je ne sois plus sur la scène. D’un autre côté, il est sûr qu’aux Affaires étrangères, j’eus avec l’ambassadeur et le sous-secrétaire [Pablo] Santos Muñoz un travail intense qui absorbait tout mon temps. »

Il est un fait que Moori Koenig passe aujourd’hui dans l’esprit public pour le militaire qui en novembre 1955 emporta le corps d’Evita du siège de la CGT, et le général Pedro Eugenio Aramburu pour celui qui en donna l’ordre. Dansey insiste :

« Ce fut moi, en septembre, et il n’y avait eu aucun ordre. Moori Koenig ne fut pas à la CGT. Et Aramburu n’était pas encore président. Lonardi était en train de l’emporter, mais la marche de la victoire ne s’était pas encore tenue à Córdoba, laquelle eut lieu le 22 septembre. Malheureusement, je ne me souviens pas du jour. Probablement le 19 ou le 20 septembre. »

Dansey formule à ce sujet une hypothèse : 

« Je fus témoin de ce que le corps que j’avais emporté resta ensuite quelques jours au SIE. Peut-être Moori Koenig reçut-il plus tard l’ordre de le restituer à Ara, par crainte qu’il ne se déteriore. »

Quoiqu’antipéroniste de la première heure, Dansey tient à marquer son respect pour la figure d’Eva Perón :

« En ce qui concerne Eva Perón, c’est un chapitre à part dans le péronisme, car nul autre, parmi ses camarades de parti, n’a comme elle mérité le titre de porte-étendard des enfants et des pauvres. Et voilà la raison pour laquelle moi, antipéroniste déclaré depuis bien avant 55, je fais dans son cas une dérogation, car c’est ainsi que je le crois, et c’est la vérité. À cela s’ajoute son comportement comme épouse, connu à présent par des publications récentes, et son dévouement total à la fonction publique jusqu’à la veille de son décès. »

### Années ultérieures
Dansey exerça comme attaché militaire à Washington et fut nommé président de l’Association des attachés militaires latino-américains.
En 1960, il entra en fonction comme Chef II (Service de renseignements) de l’état-major de l’armée. Il fut ensuite sous-directeur chargé de la direction du Colegio Militar de la Nación, jusqu’à son départ à la retraite en 1970.
Il fut décoré de l’Ordre militaire d’Ayacucho par le Pérou.